# Onder de Molen
Onder de Molen is een buurtschap op het eiland Tholen in de provincie Zeeland. De buurtschap ligt direct ten zuiden van het dorp Oud-Vossemeer, rondom de Oud-Vossemeersedijk, Molendijk en Molenweg, en de doodlopende straat Onder de Molen. 
Onder de Molen heeft geen eigen plaatsnaamborden, maar is wel als buurtschap herkenbaar door middel van 30-km zone. Tot midden 1971 lag Onder de Molen in de gemeente Oud-Vossemeer.
In 1846 stonden hier een houten windkorenmolen en 13 huizen, bewoond door 20 huisgezinnen 'te zamen uitmakende eene bevolking van ongeveer 120 inwoners' 
Steden: Sint-Maartensdijk · Tholen

Dorpen: Anna Jacobapolder · Oud-Vossemeer · Poortvliet · Scherpenisse · Sint-Annaland · Sint Philipsland · Stavenisse

Buurtschappen: Botshoofd · De Sluis · Gorishoek · Malland · Molenvliet · Molenwerf · Mosselhoek · Onder de Molen · Oud Kerkhof · Oudeland · De Rand · Rijkebuurt · Schoondorp · Steenenkruis · Strijenham · Westkerke

Zeeland: Steden en dorpen in Zeeland      Nederland: Provincies · Gemeenten